# Kassandra (halvö)

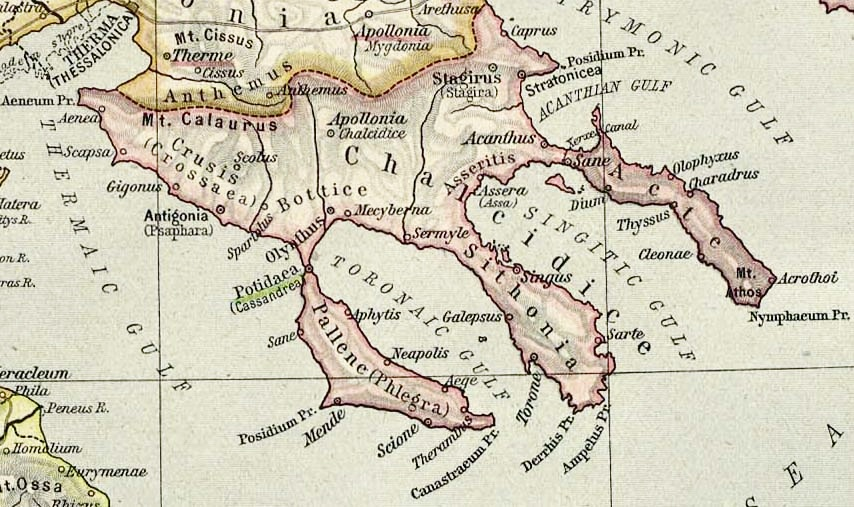
Kassandrahalvön till vänster, med Potidaia utmärkt

Kassandra, under antiken även Pallene, är en utskjutande landtunga på halvön Chalkidikes sydvästra del. På Pallene låg staden Potidaia, som efter dess förstörelse på 300-talet f.Kr. återuppbyggdes av Kassandros som Kassandria, vilket har gett halvön dess namn.